# James Wilson (Dr House)
Pour les articles homonymes, voir James Wilson et Wilson.
James Evan Wilson est un personnage fictif de la série télévisée Dr House. Il est interprété par Robert Sean Leonard.
Dans cette série, il est  le chef du département d'oncologie de l'hôpital fictif de Princeton-Plainsboro mais surtout le meilleur ami de Gregory House. Il fait sa première apparition dans le premier épisode de la série, Les Symptômes de Rebecca Adler, où il présente à House le cas de Rebecca Adler en la faisant passer pour sa cousine afin que House accepte de la soigner.

## Biographie du personnage
Wilson, né en 1967, est un des trois frères d'une famille juive et est diplômé de l'Université McGill de Montréal ainsi que de l'université de Pennsylvanie. Il accumule les mariages ratés : son troisième mariage se déroule pendant la première saison de la série et se termine dans la seconde saison, alors qu'il découvre les infidélités de sa femme (alors qu'ironiquement, House soupçonnait Wilson d'avoir trompé cette dernière).
Dans l'épisode L'Origine du mal (saison 5, épisode 4) on apprend comment House et Wilson se sont rencontrés : lors d'un congrès médical à la Nouvelle-Orléans, Wilson, qui était alors en plein divorce (le premier des trois, avec Samantha Carr), s'est fait arrêter pour vandalisme, destruction des biens d'autrui et coups et blessures après une altercation au bar de son hôtel. House, qui était aussi à ce congrès et s'ennuyait, est allé payer la caution de Wilson, sans même le connaître, car il avait envie de boire un verre avec lui.
Après l'échec de son troisième mariage, Wilson vit dans plusieurs endroits de manière temporaire (dont l'appartement de House), jusqu'à ce qu'il rencontre Amber Volakis, qui décédera dans les bras de Wilson des suites de dysfonctions de multiples organes à cause de son empoisonnement à l'amantadine. Il restera dans son appartement jusqu'à ce qu'il se décide à tourner la page et prenne un nouvel appartement avec House, sorti depuis peu de l'hôpital psychiatrique de Mayfield. Plus tard, il renoue avec sa première femme, le Dr Samantha Carr, et se réinstalle avec elle, poussant ainsi House à quitter l'appartement. Ils rompent à nouveau quand Wilson la demande à nouveau en mariage, elle prend peur de répéter les mêmes erreurs et part. Wilson redevient donc célibataire alors que House a une relation avec Lisa Cuddy.

## Caractère et évolution du personnage
House décrit à un certain moment son meilleur ami comme « un pote auquel les gens disent merci quand il leur annonce qu'ils vont mourir ». Wilson utilise d'ailleurs souvent son charisme auprès des patients pour convaincre ceux de House d'accepter un traitement ou une intervention. Pour House, l'un des événements qui ont marqué Wilson est le sentiment de culpabilité après avoir abandonné son frère schizophrène : Danny l'appelait tous les jours jusqu'à ce qu'une fois, James oublie de le rappeler, provoquant une crise et la fuite de Danny. C'est ce qui a fait de lui un médecin proche de ses patients.
Wilson dispose de son propre bureau, dans lequel House entre parfois sans aucune gêne. Les murs de la pièce ont des posters encadrés de films : Sueurs froides (Vertigo) d'Alfred Hitchcock, La Soif du mal (Touch of Evil) d'Orson Welles et Des gens comme les autres (Ordinary people) de Robert Redford. Ce dernier est centré sur les relations humaines et familiales.
Les trois mariages de Wilson s'étant tous trois conclus par un divorce, House en déduit que Wilson a besoin de réparer les femmes vulnérables qu'il rencontre et que, lorsque son couple commence à devenir rodé et bien ajusté, ce grâce à l'attention qu'il porte à sa compagne, il devient subitement mécontent de cette relation et y met fin. On sait lors d'un rendez-vous avec Lisa Cuddy que Wilson ne désire pas d'enfant, et préfère donc les relations peu stables où sa présence est strictement nécessaire.
Wilson n'hésite pas à venir à la défense de House lorsque la carrière de ce dernier est en danger. Ainsi lorsqu'Edward Vogler propose au conseil d'administration de l'hôpital une motion pour le renvoi de House, Wilson est le seul membre du conseil à voter contre. En représailles, Vogler propose et obtient le renvoi de Wilson du conseil d'administration, mais celui-ci y est vite réintégré grâce au docteur Lisa Cuddy après qu'elle a convaincu le conseil que la véritable menace contre l'hôpital venait de Vogler, et non pas de Wilson.
Wilson tente également de désintoxiquer House de sa dépendance au vicodin, avec un succès mitigé. Après un pari avec Cuddy pour prouver sa dépendance à cet analgésique, House admet qu'il a bien une dépendance, mais que celle-ci ne pose pas de problème, étant donné qu'elle n'influe pas sur son travail. Quand le détective Michael Tritter menace House d'emprisonnement pour sa dépendance à la Vicodin, Wilson tente de convaincre House de se désintoxiquer avant que la situation n'empire. Tritter fait de multiples pressions sur Wilson pour le forcer à témoigner, ce à quoi il consent finalement à contrecœur, après avoir vu House frapper Robert Chase, insulter Lisa Cuddy et faire une erreur de diagnostic à propos d'un cas qui aurait nécessité une amputation.
On apprend dans Démission… (saison 3, épisode 22) que Wilson souffre d'une dépression et qu'il utilise une ordonnance de l'hôpital pour se procurer des antidépresseurs.
Dans Celle qui venait du froid, House se rend compte que Wilson sort avec Amber Volakis, une ancienne étudiante que House a affublé du surnom de Abominable garce. Au début, House s'oppose à cette relation qu'il trouve contre nature, et, sous la pression de House, Wilson ment en disant qu'il la drague depuis des mois avant que House ne la vire de son équipe. En fait, ils ne se voient que depuis quelques semaines, c'est-à-dire après que House l'eut virée. Finalement, House donne de mauvaise grâce son accord à cette relation. Dans le dernier épisode de la saison 4, Amber Volakis meurt à la suite de complications après un accident de bus. Wilson est effondré et cesse toute relation avec House quand il apprend qu'Amber était dans le bus par la faute de House. Il ne renoue avec ce dernier que pendant l'épisode 4 de la saison 5 de la série, à l'occasion du décès du père de House. Il reprendra alors son rôle de conseiller et soutien moral, mais aussi de meilleure victime des plaisanteries de House, tout en ayant changé grâce à Amber, qui lui a fait prendre conscience qu'il devait plus prendre soin de lui avant de se soucier des autres.
Il sera la première personne qui apprendra les problèmes de House avec la drogue dans la fin de la saison 5, et l'accompagnera à l'hôpital de Mayfield pour sa désintoxication et ses psychoses.
Dans la saison 8 on apprendra que Wilson est atteint d'un cancer, qu'il ne veut pas mourir à l'hôpital et encore moins dans une ambulance. House sera très présent et c'est lui qui verra sur l'IRM la maladie du Dr Wilson. On apprendra qu'il ne lui reste qu'environ 6 mois à vivre, c'est-à-dire peu de temps après la fin effective de la série.

## Genèse du personnage
Au début, Robert Sean Leonard n'était pas du tout intéressé par le rôle de Wilson. Leonard pense  avoir obtenu le rôle grâce à sa rencontre avec Bryan Singer (le producteur de la série) dans le passé, peu après avoir tourné dans Le Cercle des poètes disparus.
Dans la comparaison qui établit des parallèles entre House et Sherlock Holmes, Wilson peut être vu comme l'équivalent du Docteur Watson. Robert Sean Leonard a d'ailleurs déclaré une fois que House et son personnage étaient destinés à jouer le rôle de Sherlock Holmes et du Docteur Watson, ce même s'il pensait que, dans les faits, l'équipe de House assurerait le rôle de Watson lorsque la série aurait commencé.
La productrice Katie Jacobs pense que si House et Wilson s'entendent si bien, c'est parce qu'ils tentent tous deux de se cacher des relations matures. Elle pense également que la principale différence entre les deux personnages est la difficulté de Wilson à dire non, étant donné qu'il veut plaire à l'autre personne, contrairement à House.
Leonard a dit que Wilson est un des rares personnages à tenter de maintenir une relation avec House, probablement parce qu'aucun des deux ne travaille pour l'autre et qu'ainsi, Wilson n'a « rien à perdre » en lui disant la vérité. Son personnage est un des seuls qui réussit à faire rire House.
Dans l'épisode Le Syndrome du miroir de la 4e saison, Wilson confirme son rôle d'ami fidèle de House, allant même jusqu'à dire qu'il est « celui qui gère l'amitié ».

## Apparitions dans la série
Wilson est le premier personnage principal dont le visage apparaît à l'écran et dont on entend la voix dans l'épisode pilote. Après House, il est également le personnage qui est apparu le plus souvent n'ayant manqué que six épisodes : Flou artistique, Et refaire surface, Médecin de famille, Mise à jour, Cinq Jours à tirer et La Faute de personne.